# Tony Adams
Tony Alexander Adams (MBE, sinh ngày 10 tháng 10 năm 1966) là một huấn luyện viên bóng đá và là cựu cầu thủ người Anh.
Adams đã dành trọn sự nghiệp 22 năm của anh để chơi ở vị trí hậu vệ cho Arsenal. Anh được coi là một trong những cầu thủ vĩ đại nhất mọi thời đại của Arsenal bởi những người hâm mộ của CLB và có tên trong danh sách 100 Huyền thoại của Football League. Với Arsenal, anh đã giành được bốn danh hiệu ở Giải vô địch cao nhất của nước Anh, ba FA Cup, hai League Cup, một UEFA Cup Winners' Cup, và ba FA Community Shield. Một bức tượng nhằm tôn vinh Adams đã được khánh thành tại sân vận động Emirates vào ngày 9 tháng 12 năm 2011, cùng với bức tượng của Thierry Henry và Herbert Chapman.
Khi kết thúc sự nghiệp cầu thủ anh chuyển sang làm huấn luyện viên bóng đá, trải qua những khoảng thời gian phụ trách Wycombe Wanderers, Portsmouth và đội bóng của Azerbaijan là Gabala.

## Thời thơ ấu
Sinh ra ở Romford, Luân Đôn, Adams lớn lên ở Dagenham và theo học tại Trường Tiểu học Hunters Hall từ năm 1971 đến năm 1978, sau đó là Trường Tổng hợp Eastbrook từ năm 1978 đến năm 1983.

## Sự nghiệp CLB
Adams gia nhập Arsenal như một học viên vào năm 1980. Ba năm sau anh có trận đấu ra mắt đối đầu với Sunderland ở First Division, bốn tuần sau sinh nhật lần thứ 17 của anh. Thật khó để có một khởi đầu tốt đẹp - Adams là một phần nguyên nhân cho trận thua 2-1 trên sân nhà - nhưng anh đã sớm tìm thấy phong độ đỉnh cao của mình. Adams trở thành cái tên quen thuộc của đội hình Arsenal ở mùa giải 1985-86.
Tám tháng sau khi giành được huy chương đầu tiên ở trận chung kết League Cup 1987 khi đánh bại Liverpool với tỷ số 2-1 trên sân vận động Wembley, Adams trở thành đội trưởng trẻ nhất trong lịch sử của Arsenal ở tuổi 21 vào ngày 1 tháng 1 năm 1988. Đó là vị trí anh đã nắm giữ trong suốt 14 năm cho đến khi nghỉ hưu.
Anh là thủ lĩnh của bộ Tứ Vệ nổi tiếng, xây dựng được sự thấu hiểu với những người bạn đồng đội là trung vệ Steve Bould và các hậu vệ cánh Lee Dixon và Nigel Winterburn. Dưới thời George Graham bộ Tứ này đã nổi tiếng về sự kỷ luật trong sử dụng bẫy việt vị. Ở góc độ cá nhân, thật khó có thể nghĩ ra một cái tên trung thành hơn, dũng cảm hơn và truyền được nhiều cảm hứng cho đồng đội hơn anh trong lịch sử Arsenal.
Kỷ luật của Adams ở hàng phòng ngự được coi là nhân tố chính giúp Arsenal giành được chức vô địch League Cup 1986-87 và sau đó là hai lần vô địch First Division; lần đầu là mùa giải 1988-89 sau khi thắng Liverpool ở trận đấu cuối cùng của mùa giải, lần thứ hai là ở mùa giải 1990-91, chỉ thua một trận ở mùa giải đó.
Mùa giải 1992-93 Adams đã lập nên một kỷ lục khi là đội trưởng của CLB đầu tiên giành cú đúp vô địch League Cup và FA Cup, nâng cao cúp vô địch European Cup Winners' Cup một năm sau đó. Mặc dù có được những thành công như vậy, nhưng cuộc chiến với chứng nghiện rượu, bắt đầu từ giữa thập niên 80, ngày càng tàn phá cuộc sống của anh như việc anh được báo cáo thường xuyên tham gia vào chiến đấu ở các hộp đêm. Vào ngày 6 tháng 5 năm 1990, Adams đâm chiếc Ford Sierra của anh vào một bức tường ở Rayleigh và khi kiểm tra nồng độ rượu trong máu thì nồng độ rượu nhiều hơn bốn lần giới hạn cho phép. Ngày 19 tháng 12 cùng năm đó, tại Southend Crown Court, anh bị bắt giam bốn tháng (được trả tự do khi thực hiện được một nửa bản án vào ngày 15 tháng 2 năm 1991) nhưng sau khi được thả, chứng nghiện rượu lại tiếp tục và gây ra nhiều sự cố, bao gồm việc chơi suốt một trận đấu ở mùa giải 1993-94 mặc dù đang say rượu, rơi xuống cầu thang và cần 29 mũi khâu ở đầu, bắn vào bình chữa cháy và làm bùng phát ngọn lửa trong phòng vệ sinh dành cho người khuyết tật với đồng đội Ray Parlour tại Pizza Hut ở Hornchurch, nơi mà họ đang bị chế giễu bởi những người ủng hộ của các CLB đối thủ.
Vào ngày 14 tháng 9 năm 1996, Adams thừa nhận với công chúng rằng anh là một người nghiện rượu, sau khi tìm cách chữa trị, anh tìm được sự hứng thú khi trở về với giáo dục và cố gắng học piano. Anh trở thành một trong những người nghiện rượu phục hồi nhanh ở Anh; trận chiến với rượu được trình bày chi tiết trong cuốn tự truyện của anh, Addicted, được phát hành vào tháng 5 năm 1998 để đánh dấu sự kiện quan trọng này.

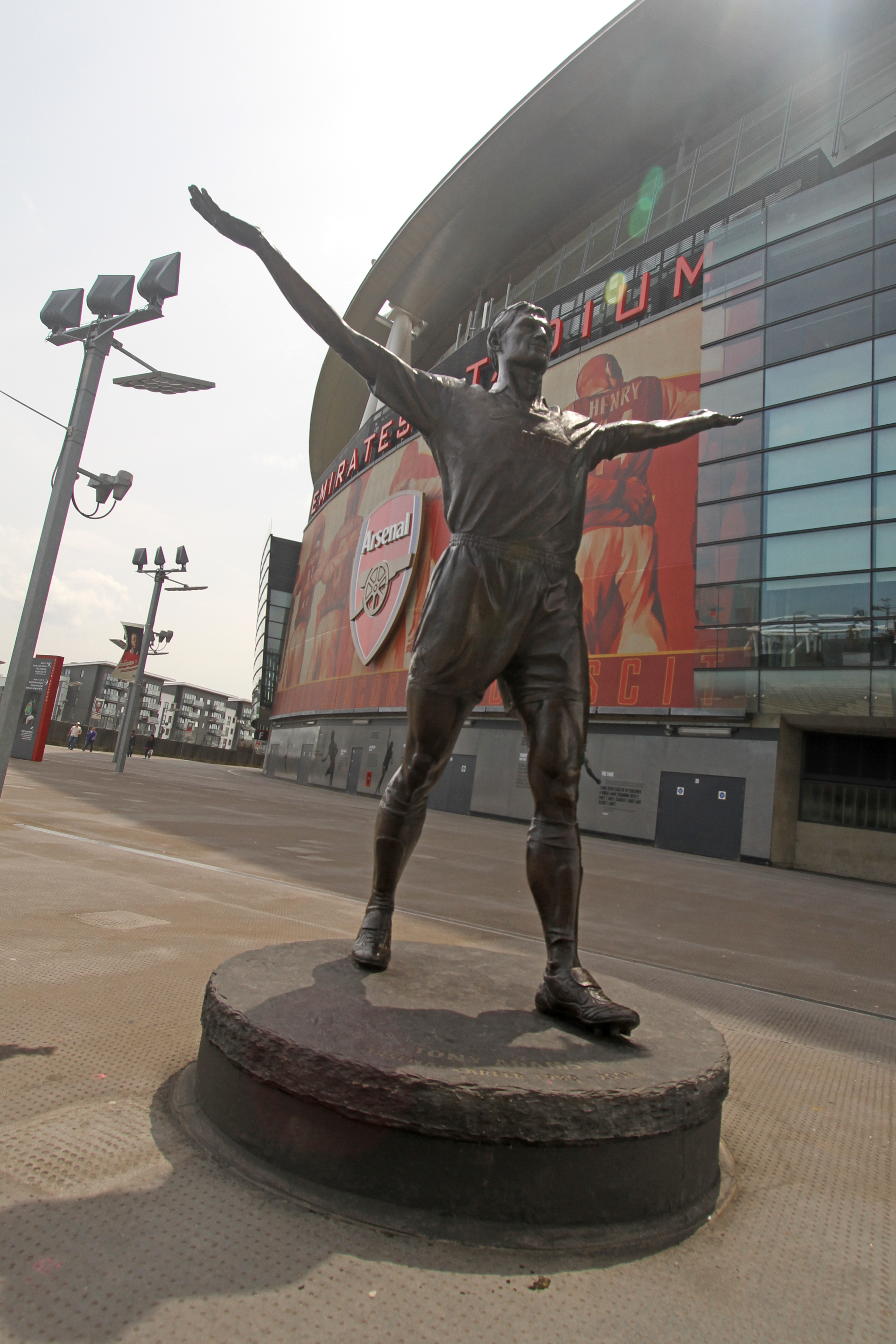
Bức tượng Tony Adams bên ngoài Sân vận động Emirates.

Sự phục hồi của anh được giúp đỡ một phần không nhỏ bởi sự xuất hiện của Arsène Wenger trên cương vị huấn luyện viên của Arsenal vào tháng 10 năm 1996. Vị huấn luyện viên người Pháp tập trung vào chế độ ăn uống và lập kế hoạch để giúp Adams chống lại thói quen cũ trong khi vẫn để cho người đội trưởng của Arsenal thể hiện nhiều hơn trên sân cỏ. Wenger đã cải cách chế độ ăn uống của CLB và lối sống của các cầu thủ. Wenger đã giúp Adams sau lời thú nhận của anh về vấn đề nghiện rượu, và sự cải tiến trong chế độ ăn uống đã giúp cho sự nghiệp của anh kéo dài thêm nhiều năm nữa. Adams đã đáp lại sự thấu hiểu của huấn luyện viên dành cho anh một cách hậu hĩ, anh là đội trưởng đưa CLB giành hai cú đúp vô địch Premiership và FA Cup vào mùa giải 1997-98 và 2001-02; anh là cầu thủ duy nhất trong lịch sử của bóng đá Anh làm đội trưởng một đội bóng giành danh hiệu ở giải đấu cao nhất nước Anh trong ba thập kỷ khác nhau.
Trong khi Graham thích tập trung vào một vị trí, Wenger khuyến khích Adams chơi rộng hơn. Anh đã phát triển mạnh mẽ, thể hiện sự đỉnh đạc trong kiểm soát bóng, phát động tấn công từ phía sau và dâng cao khi có thể. Điều đó được thể hiện rõ ràng nhất vào những ngày cuối của mùa giải 1997-98 khi Adams, nhận bóng từ đường chuyền loại bỏ tất cả hàng phòng ngự đối phương của Bould, đã tung cú sút đầy uy lực vào góc của khung thành Everton giúp Arsenal giành ngôi vô địch giải Ngoại hạng. Màn ăn mừng của Adams trước khán đài North Bank vẫn là một khoảnh khắc mang tính biểu tượng trong lịch sử lâu đời của Arsenal.
Vào tháng 8 năm 2002, ngay trước khi bắt đầu mùa giải 2002-03, Adams giã từ bóng đá chuyên nghiệp sau sự nghiệp kéo dài gần 20 năm, trận đấu cuối cùng của anh là trận đấu cuối cùng của mùa giải trước trên sân nhà tiếp đón Everton (trận chung kết FA Cup năm 2002 là một ngoại lệ khi diễn ra trước vòng đấu cuối cùng của giải vô địch). Anh đã chơi 668 trận cho Arsenal (chỉ có David O'Leary là chơi nhiều hơn con số đó) và là đội trưởng thành công nhất trong lịch sử CLB. Chiếc áo số 6 mà Adams mặc thì không được sử dụng cho đến mùa giải 2006-07, khi nó được trao cho Philippe Senderos.
Ngay trước khi tuyên bố giã từ sự nghiệp cầu thủ, Adams đã ứng cử để trở thành huấn luyện viên của Brentford (đội bóng vừa bỏ lỡ cơ hội thăng hạng lên chơi ở Division One) sau sự từ chức của Steve Coppell, nhưng sự đề nghị của anh đã bị từ chối.
Biệt danh Mr. Arsenal, anh đã được tôn vinh bởi trận đấu trước Celtic vào tháng 5 năm 2002 với nhiều huyền thoại của Arsenal, bao gồm Ian Wright, John Lukic và các thành viên còn lại trong bộ tứ vệ huyền thoại, Dixon, Winterburn và Bould. Trận đấu kết thúc với tỉ số 1-1 với Lee Dixon, trong lần xuất hiện cuối cùng cho The Gunners, đã ghi bàn.
Vào tháng 3 năm 2003, chỉ bảy tháng sau khi giã từ sân cỏ, tờ BBC Sport đã nói rằng Adams là cựu cầu thủ của Arsenal nếu như trở về khoác đội bóng thì sẽ giúp cho đội bóng hưởng lợi nhiều nhất từ sự trở về này.
Năm 2004, Adams có tên trên Bức tường Danh vọng của bóng đá Anh nhằm để tôn vinh tầm ảnh hưởng của anh trong các trận đấu ở nước Anh, và năm 2008 anh đứng thứ ba trong cuộc bầu chọn 50 Pháo thủ xuất sắc nhất mọi thời đại trên website chính thức của CLB.
Một bức tượng của Adams đã được đặt bên ngoài sân vận động Emirates trong lễ kỷ niệm 125 năm thành lập CLB vào ngày 9 tháng 12 năm 2011. Huấn luyện viên Herbert Chapman và tay săn bàn xuất sắc nhất mọi thời đại của Arsenal Thierry Henry cũng được bất tử với hình tượng được đặt bên ngoài sân vận động.

## Sự nghiệp đội tuyển quốc gia
Adams có trận ra mắt cho đội tuyển Anh trong trận đấu với Tây Ban Nha vào năm 1987, sau đó anh chơi ở Euro 88, ghi được một trong hai bàn thắng của đội tuyển Anh. Anh là cầu thủ đầu tiên trong những cầu thủ được sinh ra sau chiến thắng ở World Cup 1966 có vinh dự khoác áo đội tuyển Anh.
Sau một khởi đầu đầy hứa hẹn trong sự nghiệp ở đội tuyển quốc gia, Adams đã phải chịu một loạt những thất bại trong những năm đầu của thập niên 1990. Anh đã bị loại khỏi đội hình tham dự World Cup 1990 một cách đầy bất ngờ bởi huấn luyện viên Bobby Robson, và đã bỏ lỡ Euro 92 bởi chấn thương. Tuy nhiên, anh vẫn giữ được một vị trí thường xuyên ở hàng phòng ngự, và sau khi Gary Lineker giã từ sân cỏ vào năm 1992, Adams chia sẻ chiếc băng đội trưởng của đội tuyển Anh với David Platt một cách không chính thức, mặc dù vậy Adams đã trở thành đội trưởng đội tuyển Anh ngay trước khi Euro 96 diễn ra, đồng nghĩa với việc vị trí của Platt trở nên khó đảm bảo. Tuyển Anh vào đến bán kết của Euro 96, trước khi để thua trên chấm phạt đền trước tuyển Đức.
Khi huấn luyện viên tuyển Anh Glenn Hoddle lấy chiếc băng đội trưởng từ Adams và trao cho Alan Shearer, đó là viên thuốc đắng mà Adams buộc phải nuốt. Phát biểu tại một diễn đàn của người hâm mộ vào năm 2008 Adams nhấn mạnh "Tôi có một vài sự bất bình trước cái cách mà Glenn Hoddle lấy chiếc băng đội trưởng trao cho Alan Shearer thay vì tôi nhưng tôi có thể bỏ qua điều đó. Tôi đã phản ứng một cách tích cực. Tôi không đồng ý với ông ấy [Hoddle] và ông ấy nghĩ rằng Alan có thể kiếm được nhiều quả phạt đền hơn khi chơi ở vị trí trung phong. Mọi người biết phản ứng của tôi về điều đó".
Adams tiếp tục chơi cho đội tuyển quốc gia, và cuối cùng anh cũng được xuất hiện ở một vòng chung kết World Cup vào năm 1998. Giải đấu quốc tế cuối cùng của anh là màn trình diễn thất vọng của đội tuyển Anh ở chiến dịch Euro 2000. Với việc Shearer giã từ đội tuyển quốc gia sau giải đấu này, Adams đã lấy lại chiếc băng đội trưởng. Tuy nhiên, trong vòng vài tháng, tuyển Anh thất bại ở trận đấu tại vòng loại World Cup trước tuyển Đức vào tháng 10 năm 2000, đó là trận đấu cuối cùng được tổ chức tại Sân vận động Wembley trước khi nó bị phá bỏ để xây dựng lại. Trận đấu đó là lần ra sân thứ 60 của Adams tại Wembley, đó là một kỷ lục. Với việc Sven-Göran Eriksson lên nắm quyền đội tuyển Anh và sự nổi lên của cầu thủ trẻ Rio Ferdinand, Adams giã từ đội tuyển quốc gia trước khi Eriksson chọn lựa đội hình đầu tiên của ông ấy. Anh là tuyển thủ Anh cuối cùng ghi bàn trên Sân vận động Wembley cũ khi anh ghi bàn thắng thứ hai cho đội tuyển Anh trong chiến thắng 2–0 ở trận giao hữu trước Ukraine vào ngày 31 tháng 5 năm 2000. Đây cũng là lần đầu tiên anh ghi bàn kể từ bàn thắng anh ghi được trong trận giao hữu đối đầu với Ả Rập Xê Út vào tháng 11 năm 1988, đây là một kỷ lục cho khoảng thời gian dài nhất giữa hai bàn thắng mà một cầu thủ ghi được cho đội tuyển Anh.
Tổng cộng Adams đã ra sân 66 lần cho đội tuyển Anh, và ghi được 5 bàn thắng.

## Sự nghiệp quản lý và huấn luyện
Sau khi có được tấm bằng về khoa học thể thao tại Đại học Brunel, Adams trở thành huấn luyện viên của Wycombe Wanderers vào tháng 11 năm 2003. Anh đã không thể ngăn sự rớt hạng của CLB xuống League Two ở mùa giải đó, và mặc dù CLB đã đứng đầu bảng xếp hạng vào tháng 8 năm 2004, một sự sa sút phong độ đã kéo họ trượt dài trên bảng xếp hạng. Anh đã từ chức huấn luyện viên ở Wycombe vào tháng 11 năm 2004 với lý do cá nhân. Anh được kế nhiệm bởi John Gorman.
Vào tháng 7 năm 2005, Adams chấp nhận vai trò huấn luyện viên tập luyện ở đội bóng Hà Lan Feyenoord, phụ trách đội dự bị và đội trẻ. Sau đó, lần thứ hai Adams trải qua một khoảng thời gian ngắn ở Utrecht trong vai trò huấn luyện viên tập luyện vào tháng 1 và tháng 2 năm 2006. Trong thời gian tại Feyenoord anh cũng làm việc bán thời gian trong vai trò một tuyển trạch viên cho Arsenal, theo dõi các trận đấu ở Italia, Pháp, và Hà Lan.
Adams gia nhập Portsmouth làm trợ lý cho Harry Redknapp vào tháng 6 năm 2006, lấp vào vị trí còn bỏ trống sau sự ra đi của Kevin Bond. Trong mùa giải đầu tiên của anh trong vai trò trợ lý, Portsmouth kết thúc ở vị trí thứ chín tại Premier League – thứ hạng cao nhất của họ kể từ thập niên 1950 và vô địch FA Cup 2007-08. Adams được bổ nhiệm làm huấn luyện viên tạm quyền của Portsmouth vào tháng 10 năm 2008, cùng với Joe Jordan, sau sự ra đi của Harry Redknapp đến Tottenham Hotspur. Sau đó anh được bổ nhiệm là huấn luyện viên chính thức. Anh bị sa thải vào tháng 2 năm 2009 sau khi Portsmouth chỉ giành được 10 điểm trong 16 trận mà anh dẫn dắt.
Vào tháng 5 năm 2010, Adams ký hợp đồng ba năm huấn luyện CLB của Azerbaijan là Gabala FC thuộc Azerbaijan Premier League. Anh rời cương vị huấn luyện viên của Gabala vào ngày 16 tháng 11 năm 2011, trước khi kết thúc mùa giải 2011-12.

## Hoạt động từ thiện
Vào tháng 9 năm 2000, từ những trải nghiệm của mình với chứng nghiện rượu và nghiện ma túy, Adams đã thành lập Phòng khám Sporting Chance, một quỹ từ thiện nhằm mục đích điều trị, tư vấn và hỗ trợ cho các vận động viên nam và nữ bị ảnh hưởng bởi chứng nghiện rượu, ma túy hay nghiện cờ bạc. Phòng khám hoạt động dựa trên chương trình 12 bước của Alcoholics Anonymous, một tổ chức có trụ sở gần Liphook ở Hampshire, và bao gồm Kate Hoey, Alex Rae và Elton John trong vai trò những người bảo trợ, được tài trợ bởi Hiệp hội Cầu thủ bóng đá Chuyên nghiệp. Cựu đồng đội của Adams ở Arsenal và đội tuyển Anh,Paul Merson, là một người nghiện rượu đang trong quá trình hồi phục, cũng là người bảo trợ của tổ chức này.
Trận đấu của Arsenal nhằm tôn vinh những cống hiến của anh, đối đầu với Celtic, đã quyên góp 500.000 bảng cho quỹ từ thiện của anh, Phòng khám Sporting Chance.
Adams là người bảo trợ cho NACOA—một tổ chức từ thiện cung cấp thông tin, tư vấn và hỗ trợ cho bất cứ ai bị ảnh hưởng bởi việc uống rượu của cha mẹ họ.

## Danh hiệu
Arsenal
- Football League First Division/Premier League: 1988–89, 1990–91,[20] 1997–98, 2001–02[21]
- FA Cup: 1992–93, 1997–98, 2001–02[20]
- Football League Cup: 1986–87, 1992–93[20]
- Football League Centenary Trophy: 1988[22]
- FA Charity Shield: 1991,[a][23] 1998[24]
- European Cup Winners' Cup: 1993–94;[20]

### Cá nhân
- Cầu thủ trẻ xuất sắc nhất trong năm (PFA): 1987
- Đội hình tiêu biểu của năm (PFA): 1994, 1996, 1997
- Đội hình tiêu biểu của thập kỷ – Giải thưởng 10 mùa giải Premier League: (1992/3 – 2001/2)
- Member in The Most Excellent Order of the British Empire (MBE): (2004)
- Đội hình tiêu biểu 20 năm Barclays Premier League - Giải thưởng 20 mùa giải Premier League

## Số liệu thống kê

### Cầu thủ
| Mùa giải  | Câu lạc bộ | Cấp độ         | Giải vô địch | Giải vô địch | FA Cup | FA Cup | League Cup | League Cup | Châu Âu | Châu Âu | Khác | Khác | Tổng cộng | Tổng cộng |
| Mùa giải  | Câu lạc bộ | Cấp độ         | ST           | BT           | ST     | BT     | ST         | BT         | ST      | BT      | ST   | BT   | ST        | BT        |
| --------- | ---------- | -------------- | ------------ | ------------ | ------ | ------ | ---------- | ---------- | ------- | ------- | ---- | ---- | --------- | --------- |
| 1983–84   | Arsenal    | First Division | 3            | 0            | 0      | 0      | 0          | 0          | 0       | 0       | 0    | 0    | 3         | 0         |
| 1984–85   | Arsenal    | First Division | 16           | 0            | 1      | 0      | 1          | 0          | 0       | 0       | 0    | 0    | 18        | 0         |
| 1985–86   | Arsenal    | First Division | 10           | 0            | 0      | 0      | 0          | 0          | 0       | 0       | 0    | 0    | 10        | 0         |
| 1986–87   | Arsenal    | First Division | 42           | 6            | 4      | 0      | 9          | 0          | 0       | 0       | 0    | 0    | 55        | 6         |
| 1987–88   | Arsenal    | First Division | 39           | 2            | 4      | 0      | 8          | 0          | 0       | 0       | 0    | 0    | 51        | 2         |
| 1988–89   | Arsenal    | First Division | 36           | 4            | 2      | 0      | 5          | 0          | 0       | 0       | 0    | 0    | 43        | 4         |
| 1989–90   | Arsenal    | First Division | 38           | 5            | 3      | 0      | 4          | 0          | 0       | 0       | 1    | 0    | 46        | 5         |
| 1990–91   | Arsenal    | First Division | 30           | 1            | 3      | 1      | 4          | 2          | 0       | 0       | 0    | 0    | 37        | 4         |
| 1991–92   | Arsenal    | First Division | 35           | 2            | 1      | 0      | 3          | 0          | 4       | 0       | 1    | 0    | 44        | 2         |
| 1992–93   | Arsenal    | Premier League | 35           | 0            | 8      | 2      | 9          | 0          | 0       | 0       | 0    | 0    | 52        | 2         |
| 1993–94   | Arsenal    | Premier League | 35           | 0            | 3      | 2      | 3          | 0          | 8       | 1       | 1    | 0    | 50        | 0         |
| 1994–95   | Arsenal    | Premier League | 27           | 3            | 1      | 0      | 4          | 1          | 10      | 0       | 2    | 0    | 44        | 4         |
| 1995–96   | Arsenal    | Premier League | 21           | 1            | 2      | 0      | 5          | 2          | 0       | 0       | 0    | 0    | 28        | 3         |
| 1996–97   | Arsenal    | Premier League | 28           | 3            | 3      | 0      | 3          | 0          | 1       | 0       | 0    | 0    | 35        | 3         |
| 1997–98   | Arsenal    | Premier League | 26           | 3            | 6      | 0      | 2          | 0          | 2       | 0       | 0    | 0    | 36        | 3         |
| 1998–99   | Arsenal    | Premier League | 26           | 1            | 5      | 0      | 0          | 0          | 4       | 1       | 1    | 0    | 36        | 2         |
| 1999–2000 | Arsenal    | Premier League | 21           | 0            | 1      | 1      | 0          | 0          | 11      | 0       | 0    | 0    | 33        | 1         |
| 2000–01   | Arsenal    | Premier League | 26           | 1            | 4      | 1      | 0          | 0          | 8       | 0       | 0    | 0    | 38        | 2         |
| 2001–02   | Arsenal    | Premier League | 10           | 0            | 3      | 1      | 0          | 0          | 0       | 0       | 0    | 0    | 13        | 1         |
| Tổng cộng | Tổng cộng  | Tổng cộng      | 504          | 32           | 54     | 8      | 60         | 5          | 48      | 3       | 6    | 0    | 672       | 44        |

### Bàn thắng ở đội tuyển quốc gia
| STT | Ngày                 | Địa điểm                                               | Đối thủ     | Tỷ số | Kết quả | Giải đấu            |
| --- | -------------------- | ------------------------------------------------------ | ----------- | ----- | ------- | ------------------- |
| 1   | 11 tháng 11 năm 1987 | Sân vận động Crvena Zvezda, Belgrade, Nam Tư           | Nam Tư      | 4–1   | Thắng   | Vòng loại Euro 1988 |
| 2   | 23 tháng 3 năm 1988  | Sân vận động Wembley, Luân Đôn, Anh                    | Hà Lan      | 2–2   | Hòa     | Giao hữu            |
| 3   | 18 tháng 6 năm 1988  | Waldstadion, Frankfurt, Tây Đức                        | Liên Xô     | 1–3   | Thua    | Euro 1988           |
| 4   | 16 tháng 11 năm 1988 | Sân vận động Quốc tế Nhà vua Fahd, Riyadh, Ả Rập Xê Út | Ả Rập Xê Út | 1–1   | Hòa     | Giao hữu            |
| 5   | 31 tháng 5 năm 2000  | Sân vận động Wembley, Luân Đôn, Anh                    | Ukraina     | 2–0   | Thắng   | Giao hữu            |

### Huấn luyện viên
| Đội bóng          | Quốc gia   | Từ                   | Đến                  | Thành tích | Thành tích | Thành tích | Thành tích | Thành tích |
| Đội bóng          | Quốc gia   | Từ                   | Đến                  | ST         | T          | H          | B          | % Thắng    |
| ----------------- | ---------- | -------------------- | -------------------- | ---------- | ---------- | ---------- | ---------- | ---------- |
| Wycombe Wanderers | Anh        | 5 tháng 11 năm 2003  | 9 tháng 11 năm 2004  | 53         | 12         | 21         | 20         | 22,64      |
| Portsmouth1       | Anh        | 26 tháng 10 năm 2008 | 8 tháng, 2009        | 22         | 4          | 7          | 11         | 18,18      |
| Gabala            | Azerbaijan | 11 tháng 5 năm 2010  | 16 tháng 11 năm 2011 | 44         | 17         | 15         | 12         | 38,64      |
| Tổng cộng         | Tổng cộng  | Tổng cộng            | Tổng cộng            | 119        | 33         | 43         | 43         | 27,73      |

Tính đến 12 tháng 12 năm 2011
1 Trận đấu đầu tiên của Adams dẫn dắt Portsmouth (hòa 1-1 với Fulham) là trong vai trò huấn luyện viên tạm quyền cùng với Joe Jordan, trước khi được bổ nhiệm làm huấn luyện viên chính thức.

## Trong văn hóa đại chúng
Trong một bộ phim vào năm 1997 The Full Monty, Horse (diễn xuất bởi Paul Barber) đặc biệt đề cập đến Adams trong khi cố gắng giải thích rằng một phần đặc biệt trong vũ điệu của họ là tương tự như "bẫy việt vị của Arsenal."
Trong album đầu tay Rock Art and the X-Ray Style của Joe Strummer và the Mescaleros, ca khúc mở đầu mang tên 'Tony Adams'.
Adams vẫn là một nhân vật nổi tiếng với người hâm mộ Arsenal. Vào tháng 12 năm 2008, Hơn sáu năm sau khi anh rời CLB, khi Adams dẫn dắt Portsmouth hành quân đến Arsenal anh đã được chào đón bằng bài hát "Chỉ có một Tony Adams" bởi người hâm mộ của Arsenal.
Vào ngày 30 tháng 12 năm 2009 Adams là biên tập viên khách mời trên chương trình Today của BBC Radio 4.
"Ali in the Jungle" một bài hát của ban nhạc rock người Anh The Hours, có đề cập đến anh trong lời bài hát.
Trong loạt sách CHERUB, nhân vật chính James Adams thay đổi họ của anh để vinh danh huyền thoại của Arsenal trong nỗ lực che giấu danh tính.